# Université nationale de la Force aérienne Ivan Kojedoub
 (février 2025).
Si vous disposez d'ouvrages ou d'articles de référence ou si vous connaissez des sites web de qualité traitant du thème abordé ici, merci de compléter l'article en donnant les références utiles à sa vérifiabilité et en les liant à la section « Notes et références ».
L'université nationale de la Force aérienne de Kharkiv -  KhNUAF (en ukrainien : Харківський національний університет повітряних сил імені Івана Кожедуба) est une université qui se trouve à Kharkiv, à l'est de l'Ukraine, elle dépend du ministère de la Défense et a été fondée en 2003.

## Historique
Elle porte le nom d'Ivan Kojedoub, as né en Ukraine.

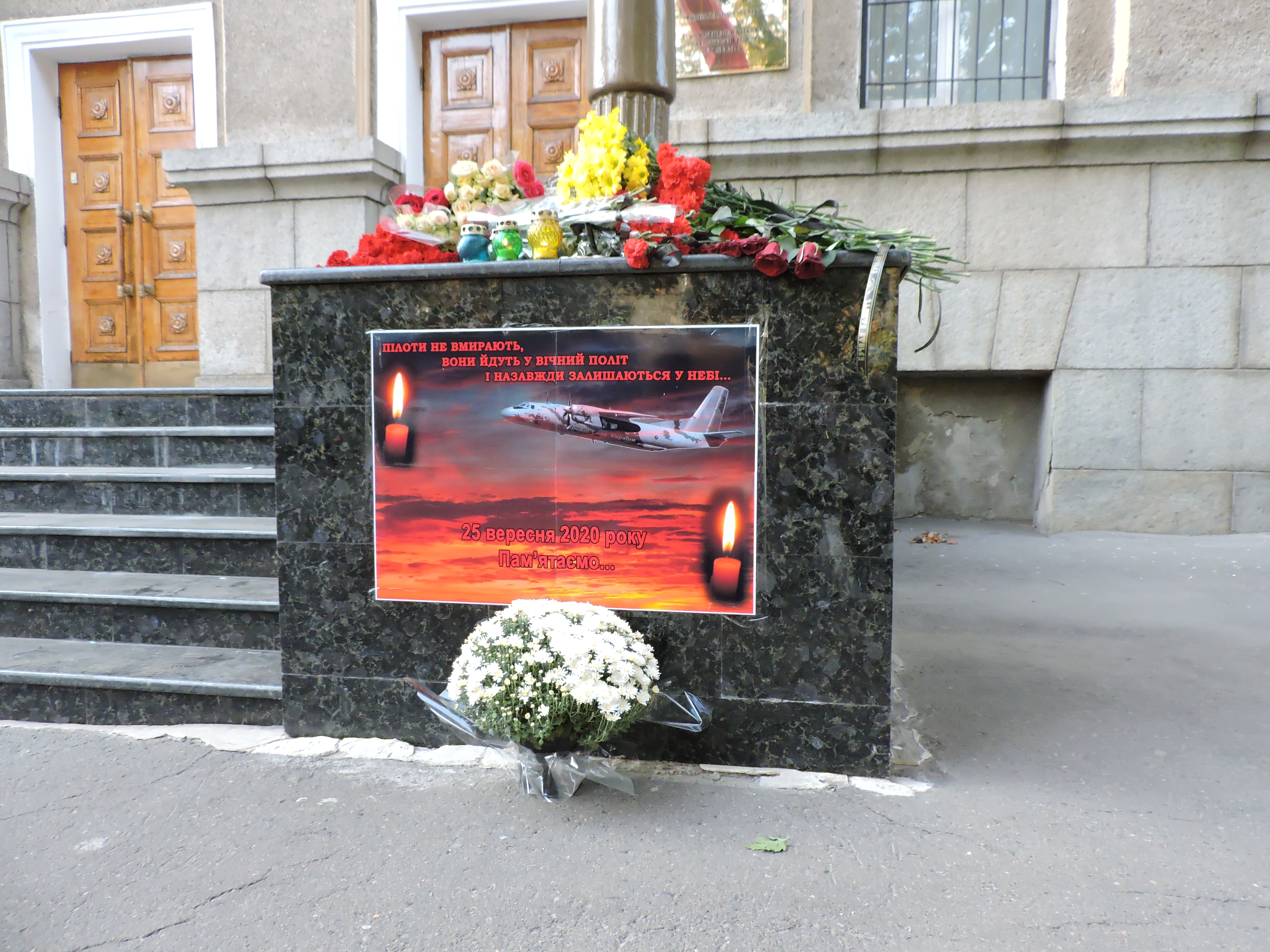
Mémorial aux victimes de l'accident aérien de Tchouhouïv.
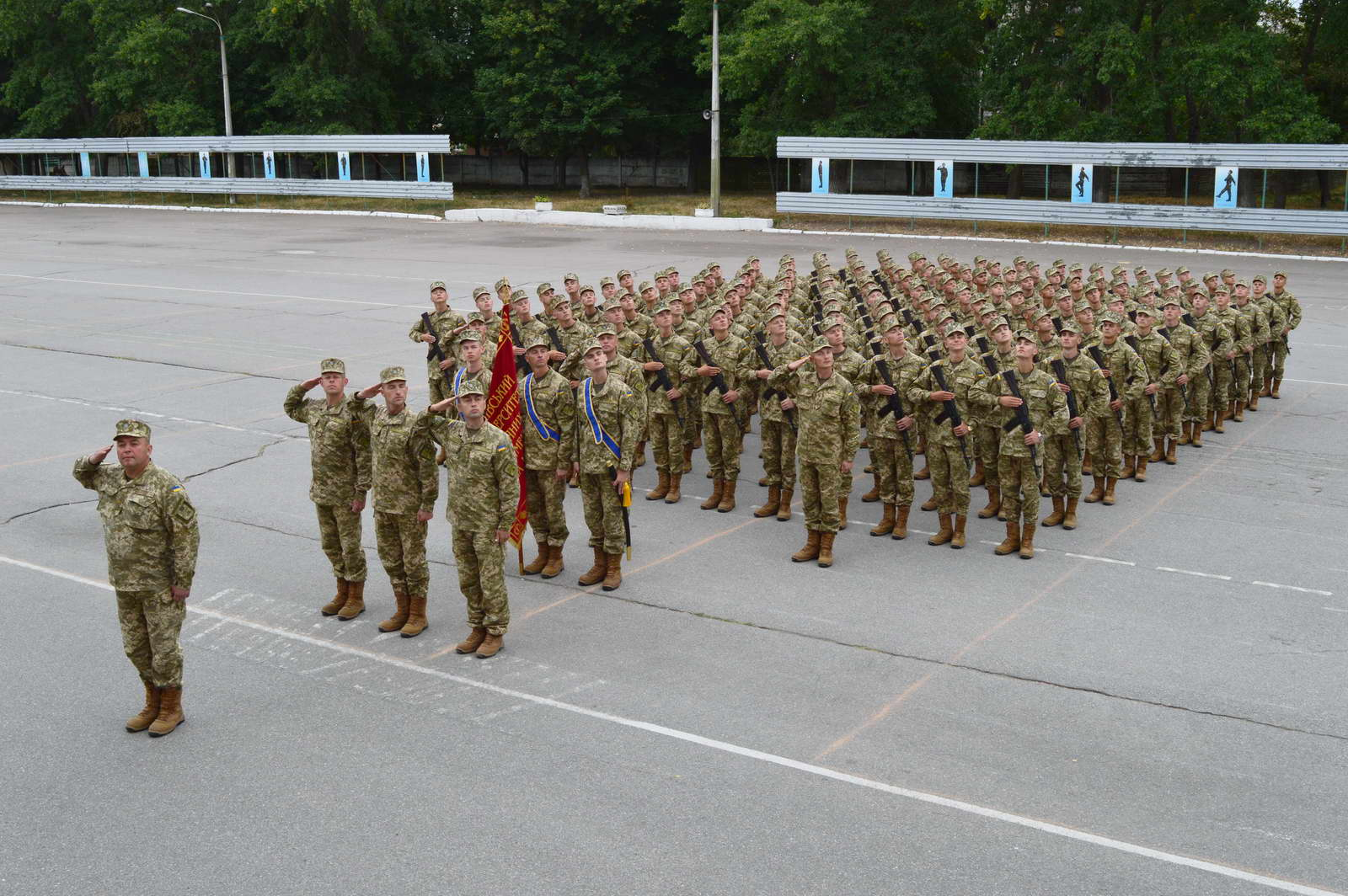
Élèves en 2015.
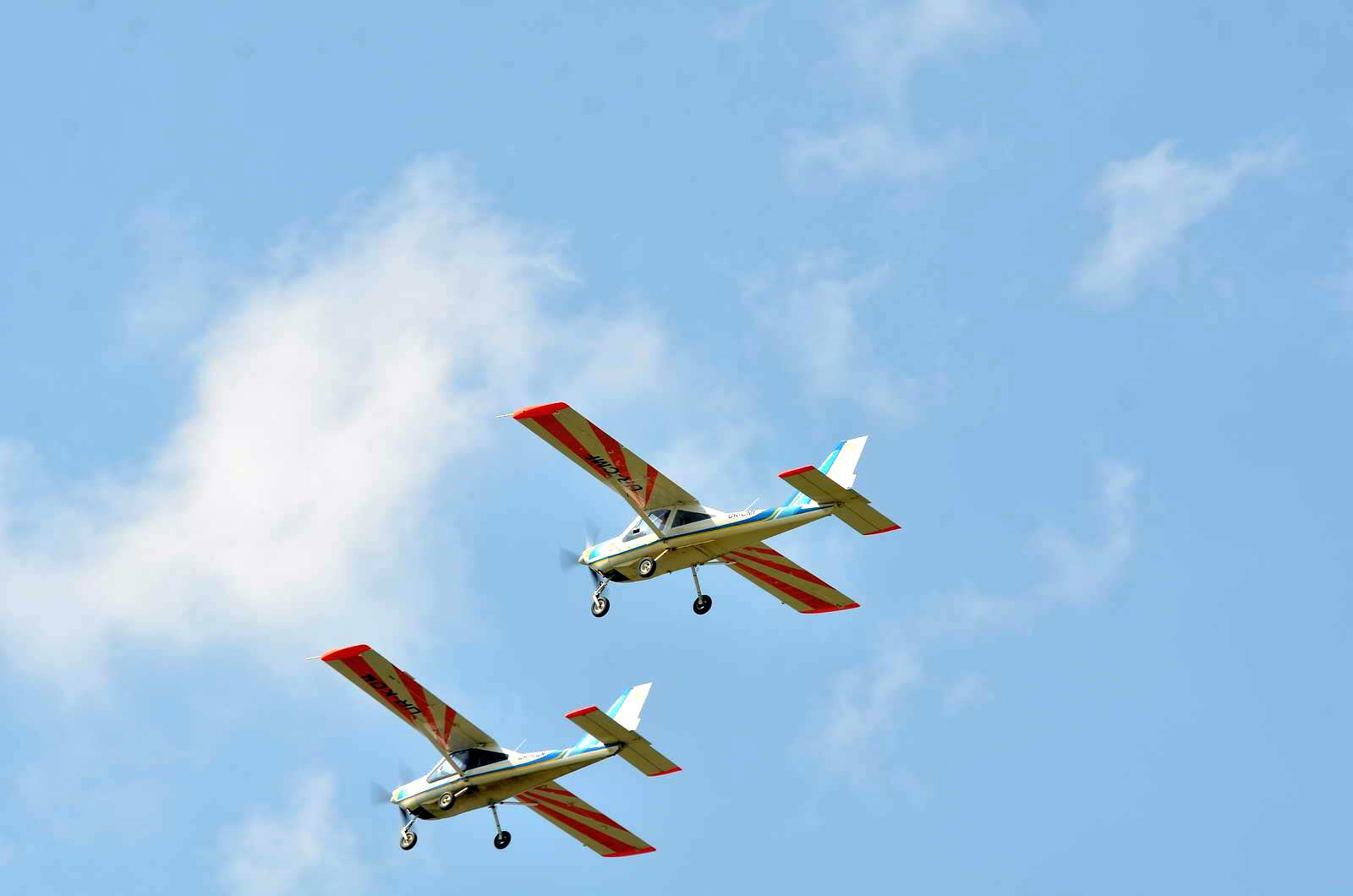
Vol d'entrainement 2015.
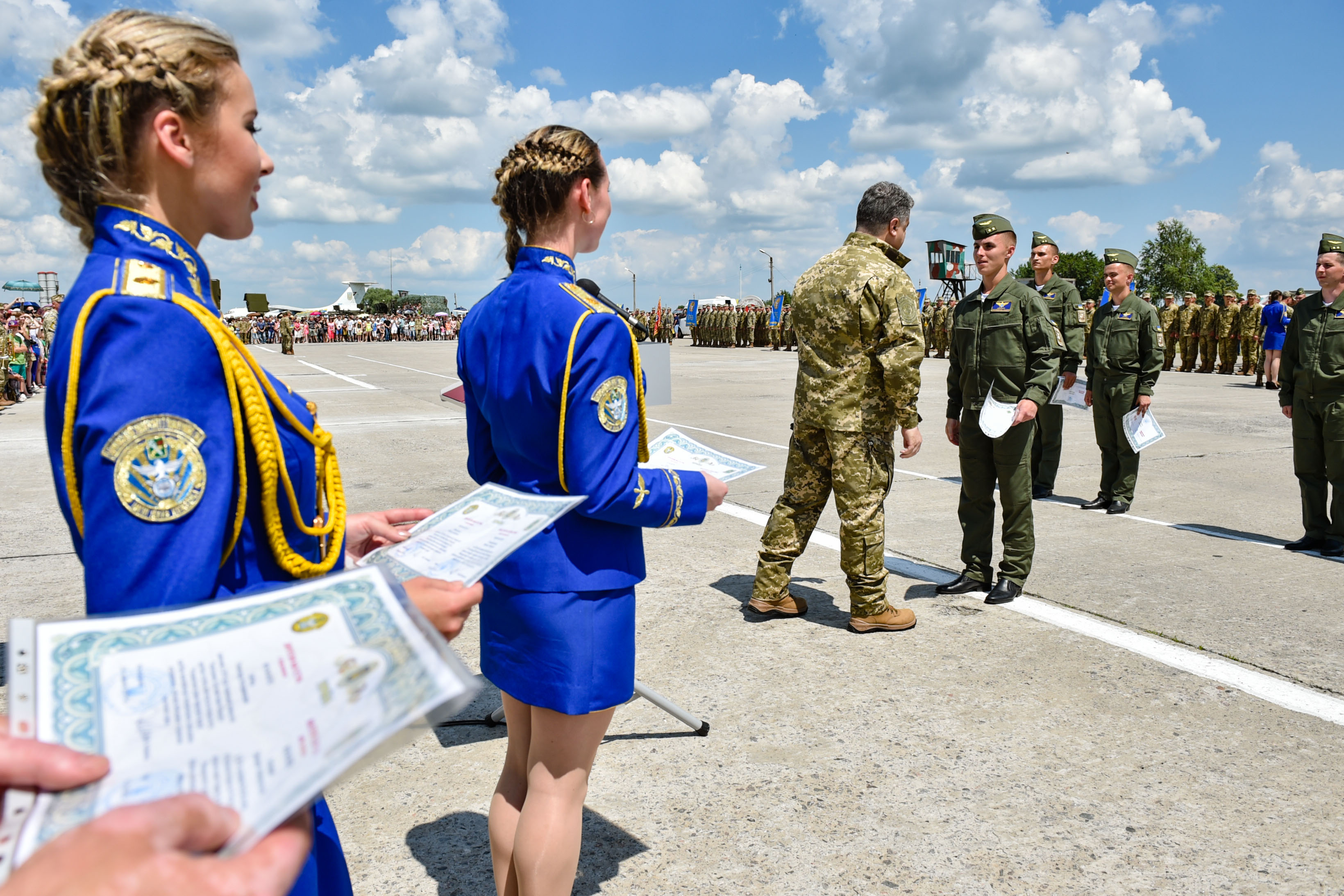
En présence de Petro Porochenko en 2016.

## Structure de l'université
L'université comprend le collège supérieur de commandement militaire et d'ingénierie de Kharkiv. Son entrainement se fait au sein de la 203e brigade école d'aviation de la base aérienne de Tchouhouïv et sur la base aérienne d'Ouman.

### Anciens étudiants
- Konstantine Morozov ;
- Nadia Savtchenko ;
- Vadym Vorochylov ;
- Oleksandr Oksantchenko ;
- Viktor Skoumine ;
- Oleksandr Korpan.